# Vince Taylor (cestista)
Vincent Caldwell Taylor, detto Vince (Lexington, 11 settembre 1960), è un ex cestista e allenatore di pallacanestro statunitense, professionista nella NBA, in Francia e in Belgio.

## Carriera
Venne selezionato dai New York Knicks al secondo giro del Draft NBA 1982 (34ª scelta assoluta).

## Palmarès
- McDonald's All-American Game (1978)